# Opole (Bezirk)
Opole (lateinisch vicinia) hießen im Mittelalter in den polnischen Ländern zuerst der Zusammenschluss mehrerer Familiengenossenschaften, später auch der von ihnen bewohnte Bezirk.
Hauptaufgabe war anfangs die Gesamtbürgschaft, später wurde sie unterste Verwaltungseinheit der Fürsten zur besseren Organisation der von den Opolebauern geschuldeten Dienste und Aufgaben (Polonicum jus).
Vorsteher der Opole war ein Wlodar, zu dessen Aufgaben auch die unterste Gerichtsbarkeit gehörte.
Im Laufe des 13. Jahrhunderts verschwanden die Opole.
In Böhmen und Mähren entsprach der Opole die Osada.